# سفارة روسيا في فرنسا
سفارة روسيا في فرنسا هي أرفع تمثيل دبلوماسي لدولة روسيا لدى فرنسا. تقع السفارة في باريس وهي تهدف لتعزيز المصالح الروسية في فرنسا.

## وصلات خارجية
- الموقع الرسمي
- قائمة سفارات روسيا
- قائمة السفارات في فرنسا